# Campeonato Rondoniense
El Campeonato Rondoniense de Fútbol es el campeonato de fútbol estadual del estado de Rondonia en el Norte de Brasil, la competición es organizada por la Federação de Futebol do Estado de Rondônia fundad en 1945 y es profesional desde el año 1991.

## Campeones

### Etapa Amateur
- 1945 - Ypiranga
- 1946 - Ferroviário
- 1947 - Ferroviário
- 1948 - Ferroviário
- 1949 - Ferroviário
- 1950 - Ferroviário
- 1951 - Ferroviário
- 1952 - Ferroviário
- 1953 - Ypiranga
- 1954 - Moto Clube
- 1955 - Ferroviário
- 1956 - Flamengo
- 1957 - Ferroviário
- 1958 - Ferroviário
- 1959 - Ypiranga
- 1960 - Flamengo
- 1961 - Flamengo
- 1962 - Flamengo
- 1963 - Ferroviário
- 1964 - Ypiranga
- 1965 - Flamengo
- 1966 - Flamengo
- 1967 - Flamengo / América
- 1968 - Moto Clube
- 1969 - Moto Clube
- 1970 - Ferroviário
- 1971 - Moto Clube
- 1972 - Moto Clube
- 1973 - São Domingos
- 1974 - Botafogo / Marechal Rondon
- 1975 - Moto Clube
- 1976 - Moto Clube
- 1977 - Moto Clube
- 1978 - Ferroviário
- 1979 - Ferroviário
- 1980 - Moto Clube
- 1981 - Moto Clube
- 1982 - Flamengo
- 1983 - Flamengo
- 1984 - Ypiranga
- 1985 - Flamengo
- 1986 - Ferroviário
- 1987 - Ferroviário
- 1988 - no disputado
- 1989 - Ferroviário
- 1990 - Ferroviário

### Etapa Profesional
| Temporada | Campeón          | Subcampeón        |
| --------- | ---------------- | ----------------- |
| 1991      | Ji-Paraná        | Ferroviário       |
| 1992      | Ji-Paraná        | Grêmio            |
| 1993      | Ariquemes        | Porto Velho       |
| 1994      | Ariquemes        | Ji-Paraná         |
| 1995      | Ji-Paraná        | Pinheiros         |
| 1996      | Ji-Paraná        | Ariquemes         |
| 1997      | Ji-Paraná        | Ouro Preto        |
| 1998      | Ji-Paraná        | Guajará           |
| 1999      | Ji-Paraná        | Pinheiros         |
| 2000      | Guajará          | Genus Rondoniense |
| 2001      | Ji-Paraná        | União Cacoalense  |
| 2002      | CFA Amazônia     | União Cacoalense  |
| 2003      | União Cacoalense | CFA Amazônia      |
| 2004      | União Cacoalense | Ji-Paraná         |
| 2005      | Vilhena          | Ji-Paraná         |
| 2006      | Ulbra Ji-Paraná  | Vinhena           |
| 2007      | Ulbra Ji-Paraná  | Jaruense          |
| 2008      | Ulbra Ji-Paraná  | Vinhena           |
| 2009      | Vilhena          | Genus             |
| 2010      | Vilhena          | Ariquemes FC      |
| 2011      | Espigão          | Ariquemes FC      |
| 2012      | Ji-Paraná        | Espigão           |
| 2013      | Vilhena          | Pimentense        |
| 2014      | Vilhena          | Ariquemes         |
| 2015      | Genus            | Vilhena           |
| 2016      | Rondoniense      | Genus             |
| 2017      | Real Desportivo  | Barcelona-RO      |
| 2018      | Real Desportivo  | Barcelona-RO      |
| 2019      | Vilhenense       | Ji-Paraná         |
| 2020      | Porto Velho      | Real Ariquemes    |
| 2021      | Porto Velho      | Real Ariquemes    |
| 2022      | Real Ariquemes   | União Cacoalense  |
| 2023      | Porto Velho      | Ji-Paraná         |
| 2024      | Porto Velho      | Barcelona         |
| 2025      | Porto Velho      | Guaporé           |

## Títulos por club
| Club              | Ciudad          | Campeón | Años campeón                                                                                               |
| ----------------- | --------------- | ------- | --- |
| Ferroviário *     | Porto Velho     | 18      | 1946, 1947, 1948, 1949, 1950, 1951, 1952, 1955, 1957, 1958, 1963, 1970, 1978, 1979, 1986, 1987, 1989, 1990 |
| Flamengo *        | Porto Velho     | 10      | 1956, 1960, 1961, 1962, 1965, 1966, 1967, 1982, 1983, 1985                                                 |
| Moto Clube        | Porto Velho     | 10      | 1954, 1968, 1969, 1971, 1972, 1975, 1976, 1977, 1980, 1981                                                 |
| Ji-Paraná         | Ji-Paraná       | 9       | 1991, 1992, 1995, 1996, 1997, 1998, 1999, 2001, 2012                                                       |
| Vilhena           | Vilhena         | 5       | 2005, 2009, 2010, 2013, 2014                                                                               |
| Ypiranga *        | Porto Velho     | 5       | 1945, 1953, 1959, 1964, 1984                                                                               |
| Porto Velho       | Porto Velho     | 5       | 2020, 2021, 2023, 2024, 2025                                                                               |
| Ulbra Ji-Paraná * | Ji-Paraná       | 3       | 2006, 2007, 2008                                                                                           |
| Real Ariquemes    | Ariquemes       | 3       | 2017, 2018, 2022                                                                                           |
| Ariquemes         | Ariquemes       | 2       | 1993, 1994                                                                                                 |
| União Cacoalense  | Cacoal          | 2       | 2003, 2004                                                                                                 |
| Botafogo *        | Porto Velho     | 1       | 1974 |
| CFA Amazônia      | Porto Velho     | 1       | 2002 |
| Espigão           | Espigão d'Oeste | 1       | 2011 |
| Guajará           | Guajará-Mirim   | 1       | 2000 |
| São Domingos *    | Porto Velho     | 1       | 1973 |
| Genus             | Porto Velho     | 1       | 2015 |
| Rondoniense       | Porto Velho     | 1       | 2016 |
| Vilhenense        | Vilhena         | 1       | 2019 |

* Equipos marcados con asterisco (*) no están activos en el fútbol profesional.